# Oscar Svalander
Carl August Oscar Svalander, född 21 mars 1844 i Trelleborg, död 9 januari 1873 i Stockholm, var en svensk målare och tecknare.
Han var son till apotekaren och emigrantagenten Carl Edvard Otto Svalander och Anna Elisabeth Busch. Svalander var elev vid Konstakademien i Stockholm 1860–1867. För källaren Tre Remmare på Regeringsgatan i Stockholm dekorationsmålare han lokalerna med Bellmanfigurer från Fredmans sånger, målningarna kom senare på grund av ombyggnader att försvinna. Som tecknare medarbetade han i Söndags-Nisse. 